# Tombe du Soldat inconnu (Roumanie)
Pour les articles homonymes, voir Tombe du Soldat inconnu.

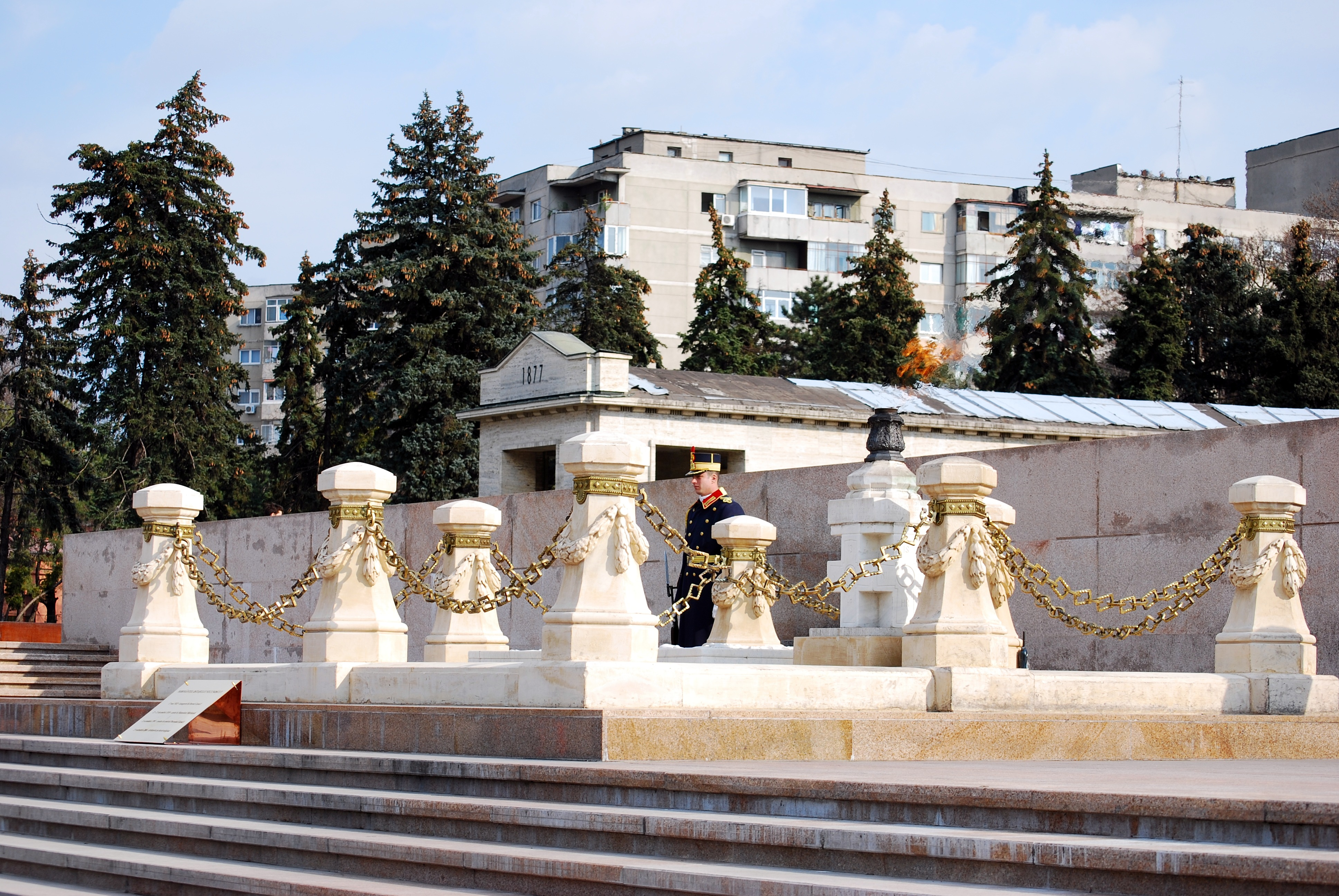
La tombe du Soldat inconnu à Bucarest

La tombe du Soldat inconnu (en roumain : Mormântul Soldatului Necunoscut) est un mémorial de guerre dédié aux soldats roumains tués durant la Première Guerre mondiale. Il est situé à Bucarest, dans l'enceinte du parc Carol.

## Histoire
C'est en 1923 que les autorités roumaines décident d'élever un monument commémoratif rappelant le souvenir des nombreuses victimes du conflit qui vient d'ensanglanter le continent européen. Afin de renforcer la portée symbolique du futur monument, il est prévu d'aménager une tombe pour un des innombrables soldats anonymes tombés sur le champ de bataille, en qui chaque famille endeuillée pourra reconnaître un père, un frère ou un fils.
Les dépouilles de dix soldats sont exhumées de fosses communes à Mărășești, Răcoasa (lieu de la bataille de Mărăști), Oituz, Târgu Ocna, Jiu, Prahova et Bucarest puis placées dans des cercueils en chêne, doublés de zinc, avant d'être dirigées vers l'église de l'Assomption de Marie à Mărășești. Le choix de celui qui doit devenir le Soldat inconnu est laissé à Amilcar Săndulescu, un cadet de l'école militaire « Dimitrie Sturdza », lui-même orphelin de guerre. Au cours d'une cérémonie organisée le 13 mai 1923, ce dernier s'arrête devant le quatrième cercueil et prononce ces mots : « Voici mon père ». Le choix ayant été fait, les neuf autres dépouilles sont enterrées au cimetière des héros de Mărășești, où les honneurs militaires leur sont rendus.
Le 15 mai, le cercueil du Soldat inconnu, enveloppé dans un drapeau roumain, est placé à bord d'un train spécial à destination de Bucarest, où il est accueilli par le roi Ferdinand Ier, de nombreux officiels et une garde d'honneur. Posé sur un affût de canon tiré par huit chevaux, le cercueil est transporté dans l'église Mihai Vodă où pendant deux jours la foule vient lui rendre hommage. Le 17 mai, la dépouille est placée dans un caveau aménagé dans le parc Carol, au cours d'une cérémonie officielle en présence de la famille royale, des membres du gouvernement, des parlementaires et d'une foule immense. Tout le pays est invité à cesser ses activités et à les honorer lors de deux minutes de silence.
La modeste tombe est réaménagée en 1927 et un nouveau monument est dessiné par le sculpteur Emil Willy Becker. Une flamme éternelle est mise en place à cette même période. Le 28 octobre 1934, une grande croix est construite à proximité.
Dans la nuit du 22 au 23 décembre 1958, les autorités communistes décident de transférer les restes du Soldat inconnu au mausolée de Mărășești. L'ancien monument est détruit afin de laisser la place à un mausolée des héros du communisme, où est notamment enterré Gheorghe Gheorghiu-Dej. En 1991, deux ans après la chute du régime communiste, le nouveau gouvernement décide de replacer les restes du Soldat inconnu au parc Carol.

## Pour approfondir
- Tombe du Soldat inconnu